# Palais Lažansky (Karmelitská)
Ne doit pas être confondu avec Palais Lazansky.
Le palais Lažansky de la rue Karmelitská (en tchèque, Lažanských palac v Karmelitské ulici) est un bâtiment classique situé au n° 377 de la rue Karmelitská à Malá Strana à Prague 1. Le bâtiment abrite le tribunal de district de Prague-Západ . En 1964, il est inscrit sur la liste des monuments culturels immeubles.

## Histoire

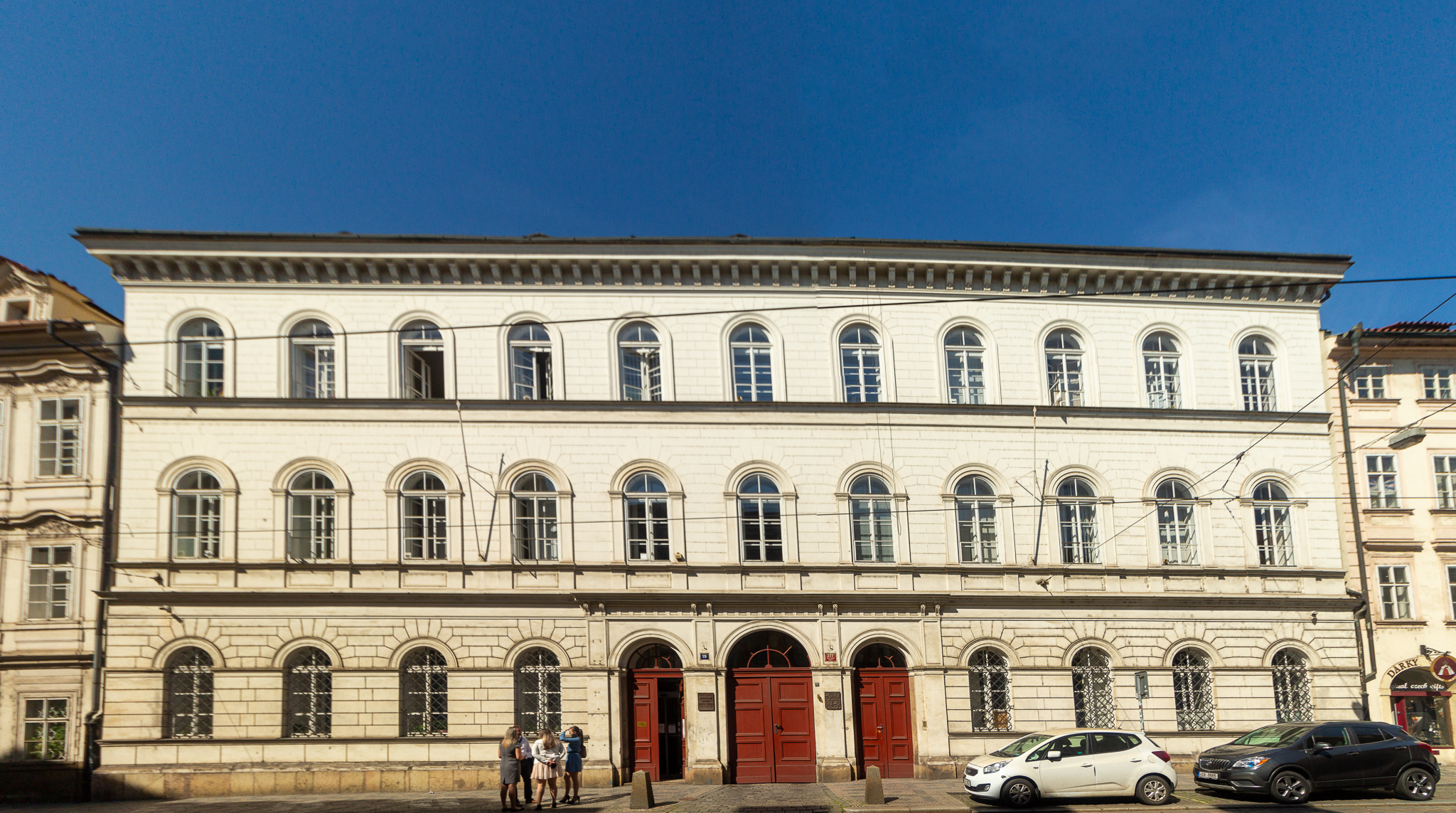
La façade du palais

Le palais à deux étages sur cour a été créé en reliant quatre maisons de ville de la Renaissance à l'origine séparées. Après un grand incendie en 1687-1688, Karel Maxmilián Lažanský a dû le faire reconstruire.
En 1747, le Conservatorium, un établissement d'enseignement pour filles, se trouvait ici. Après 1784, le bâtiment a servi de gymnase avec un jardin botanique et plus tard aussi d'école industrielle pour filles.
Au cours des décennies suivantes, le bâtiment a été reconstruit à plusieurs reprises à des fins administratives, mais a conservé un certain nombre d'éléments classiques et baroques.
Les fenêtres et les portails en plein cintre rappellent les palais toscans, le rez-de-chaussée est à bossages, les étages supérieurs sont divisés par des corniches et le portail d'entrée est orné de pilastres, et derrière celui-ci se trouve un vestibule à trois nefs avec quatre colonnes cannelées. La niche de l'aile droite contient une statue rococo de St Jean Népomucène.